# Benedetto Varchi

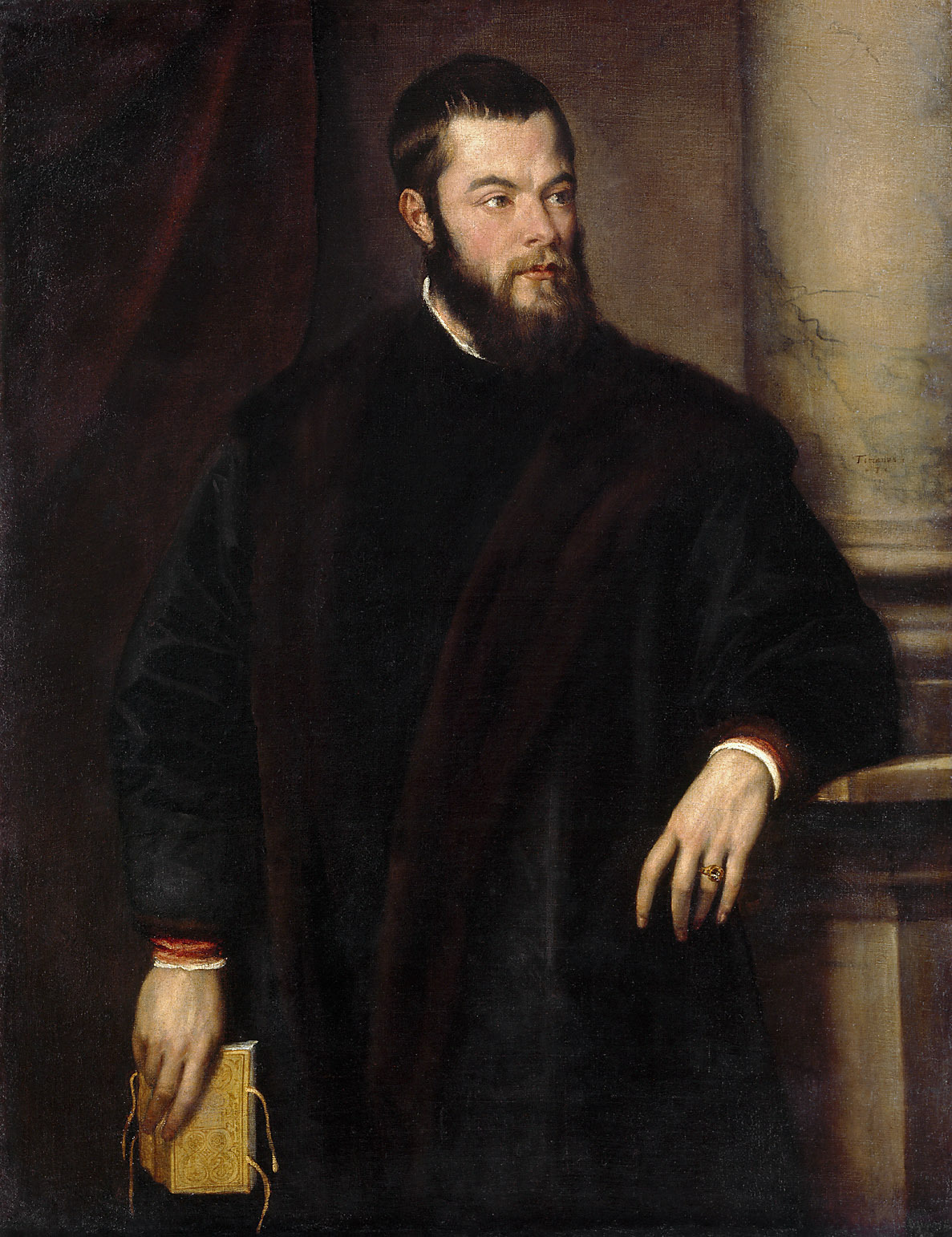
Benedetto Varchi, por Tiziano (Museo de Historia del Arte de Viena, 1536-1540).

Benedetto Varchi (Florencia, 19 de marzo de 1503 – Florencia, 18 de diciembre de 1565) fue un humanista, escritor e historiador italiano.

## Biografía
De familia venida de Montevarchi, su padre quiso que aprendiera un oficio manual y le hizo frecuentar diversos talleres, pero al cabo decidió enviarlo a la escuela, vista su predisposición literaria. En Florecia frecuentó los Orti Oricellari y más tarde, en Pisa, empezó los estudios para hacerse notario. Volvió a Florencia, y con su amigo Piero Vettori y la mayor parte de los jóvenes oligarcas influidos por los orti oricellari, tomo parte activa en la República de Florencia, entre 1527 y 1530. Al volver los Medici, huyó, como tantos otros, y se instaló en Padua en 1537, al servicio de los Strozzi, y más tarde fue a Bolonia (1540).
En 1543, Cosme I de Médicis lo llama de nuevo a Florencia, le da una pensión y le encarga escribir la historia de los últimos años de la república. Cumplió el encargo redactando su Storia fiorentina, que abarca los años 1527 a 1538, en 15 tomos (que no se publicó hasta 1721)
Pronunció, en 1546, dos discursos célebres. El primero dedicado a Miguel Ángel. El segundo tuvo como tema la paragona (el problema de la preeminencia de las distintas artes). Trató de precisar la nobleza en el arte, a establecer cual, entre la escultura y la pintura, es más noble, y a precisar las similitudes y las diferencias entre la poesía y la pintura. Las dos conferencias se publicaron en 1549 con el título Due lezzioni sopra di m. Benedetto Varchi, incluyendo también las respuestas de Vasari, Pontormo, Bronzino, Benvenuto Cellini, Niccolò Tribolo, Francesco da Sangallo y Giovanni Battista del Tasso a una encuesta hecha por Varchi sobre el problema de la paragona.
Por entonces resultó implicado en diversos escándalos sexuales (incluso de pedofilia), que tuvieron consecuencias judiciales y le supusieron dificultades tanto económicas como de reputación.
Estuvo muy unido a Lorenzo Lenzi, futuro obispo y nuncio del Papa en Francia. Broncino hizo un retrato de Lorenzo cuando tenía 12 años, probablemente por encargo de Varchi.
Una conversión tardía (no ajena a su deseo de rehabilitación pública) y una curiosidad por los asuntos religiosos, le llevaron a una crisis espiritual, que vivió con desasosiego, y al deseo de hacerse sacerdote. Ordenado sacerdote, el gran duque, que nunca dejó de mostrarle su favor, le asignó un puesto en la iglesia de Montevarchi que no pudo ocupar, ya que murió en su villa de Topaia, en Castello, donde vivía desde hacía diez años.
El discurso fúnebre, en el funeral oficial, fue pronunciado por Lionardo Salviati. 

Benedetto Varchi escribió una carta a Miguel Ángel Buonarotti, el 12 de febrero de 1560, en nombre de todos los florentinos diciéndole:

...toda esta ciudad desea sumisamente poderos ver y honraros tanto de cerca como de lejos... Vuestra Excelencia nos haría un gran favor si quisiera honrar con su presencia su patria.